# Diego Velázquez
Diego Rodríguez de Silva y Velázquez (6. června 1599 Sevilla – 6. srpna 1660 Madrid) byl španělský malíř, vůdčí umělecká osobnost na dvoře krále Filipa IV. Byl předním umělcem vrcholného baroka. Proslavil se především řadou portrétů španělské královské rodiny a dalších evropských osobností. Jeho dílo bylo už za jeho života i později vždy vysoce hodnoceno. Uznání došlo také u impresionistů a inspiraci u něj čerpali také moderní malíři ve 20. století.

## Život

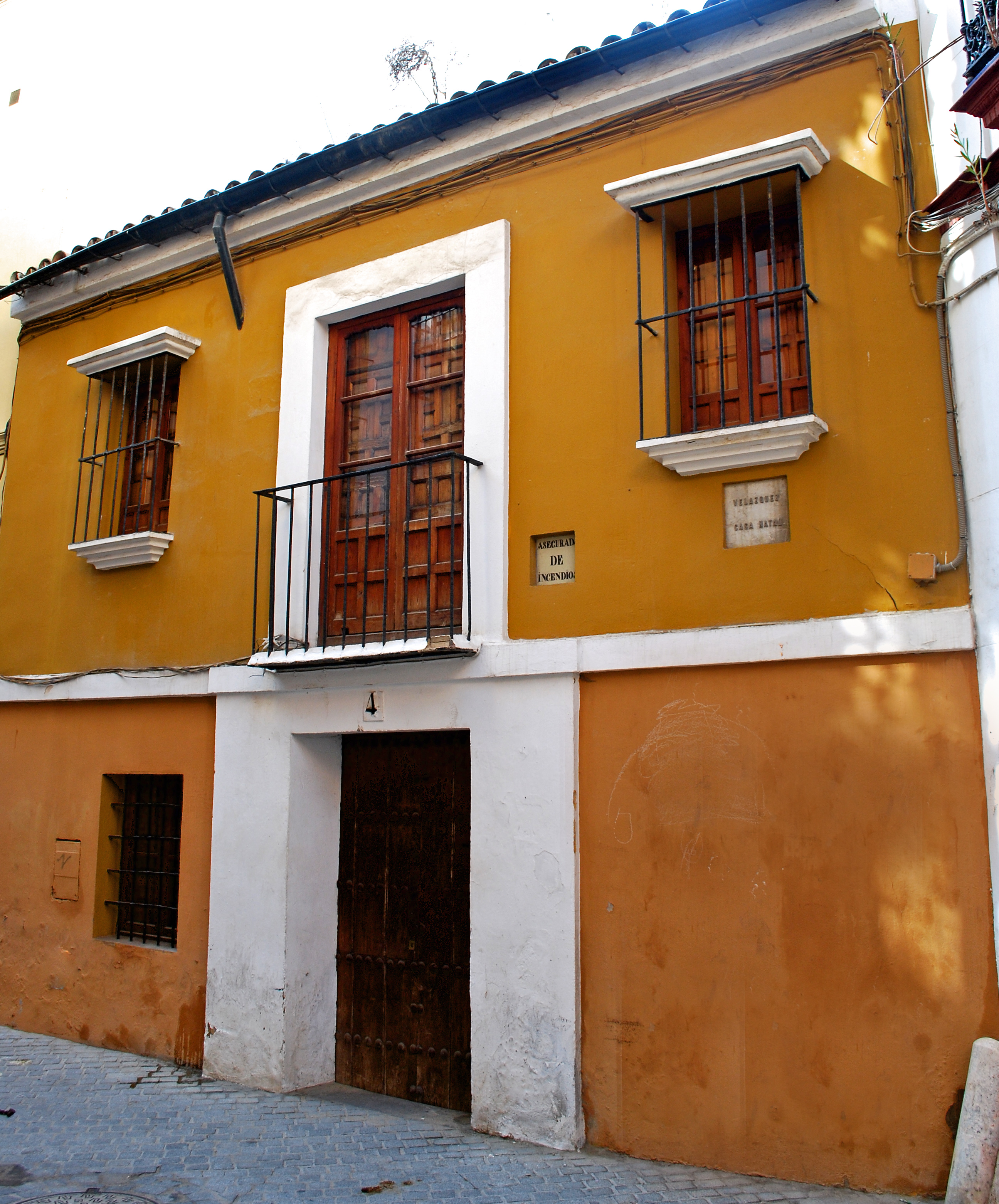
Velázquezův rodný dům

### Původ
Základním pramenem k Velázquezově životě je spis jeho současníka, malíře a historika umění Antonia Palomina El Museo pictorio y escaia optica z roku 1724. Ten vycházel ze životopisných poznámek, které udělal Velázquezův žák Juan de Alfaro.
Velázquezův děd se do Sevilly přistěhoval někdy po roce 1581 z Porta, v době, kdy Španělsko a Portugalsko tvořily personální unii. Velázquezův otec Juan, stejně jako matka Jerónima Velázquez, kteří měli svatbu v roce 1597, pocházeli z nižší šlechty. Otec byl částečně židovského původu. Po nejstarším Diegovi se manželům narodilo ještě dalších sedm dětí. Rodiče byli humanisticky orientovaní a syna odmala učili jazykům a filozofii.

### Učení a rodina
Po krátkém studiu malířství v ateliéru Franciska de Herrery staršího se od prosince 1610 stal učedníkem v dílně malíře Francisca Pacheca. Pacheco byl vzdělaný muž, v jeho sevillském domě se scházeli intelektuálové a diskutovali o sochařství, malířství a literatuře. V 1. polovině 17. století byla sevillská malířská škola nejvýznamnější v celém Španělsku – patřili k ní mj. i Francisco de Zurbarán či Murillo. Pacheco napsal i teoretické pojednání Arte de la pintura (Umění malby), které je zdrojem cenných informací o raných Velázquezových letech.
V roce 1617 Velázquezova učňovská léta skončila. Mladý malíř složil před Pachecem a Juanem de Uceda zkoušku, na jejímž základě byl přijat do sevillského cechu svatého Lukáše, patrona malířů. Pouze členové cechu směli přijímat zakázky od církve a soukromých osob, mít vlastní ateliér a zaměstnávat pomocníky.
V roce 1618, ve svých devatenácti letech, si Velázquez vzal za manželku Pachecovu dceru Juanu. Byla to nejen ve Španělsku obvyklá praxe, kdy řemeslničtí mistři – malířství nebylo pokládáno za umění, nýbrž za řemeslo – provdávali své dcery za nadané tovaryše. Velásquezovi měli jen dvě dcery, z nichž jedna zemřela v mladém věku. Druhou, Francisku, dal roku 1633 Velázquez za ženu svému žákovi, malíři Juanu del Mazo. Ten se, hlavně díky vlivu tehdy již slavného tchána, stal také úspěšným dvorním malířem.

### Cesty do Madridu
Svou první cestu do Madridu, který se brzy stal jeho domovem, podnikl Velázquez roku 1622. Chtěl se seznámit s královskou obrazovou galerií v Escorialu a případně portrétovat nového španělského krále Filipa IV. Portrétování krále mu umožněno nebylo, vytvořil proto alespoň portrét básníka a dramatika Luise de Góngory y Argote, vystavený dnes v Muzeu výtvarného umění v Bostonu. Velázquez se cestou také zastavil v Toledu, kde si prohlédl díla tamních malířů, zejména El Greca.
Na jaře 1623 podnikl mladý sevillský malíř do Madridu druhou cestu, tentokrát úspěšnou. Na přímluvu tchána Pacheca namaloval portrét sevillského rodáka a králova kaplana Dona Juana de Fonseca. Ten pak uplatil padesáti dukáty tehdejšího všemocného ministra vévodu Olivarese, aby se přimluvil u krále. Na základě této přímluvy si král prohlédl portrét královského kaplana Fonseky. Na Filipa IV. udělal obraz dojem, a proto se i on nechal od Velázqueze portrétovat. Seděl mu modelem 16. srpna 1623.

### Ve službách krále

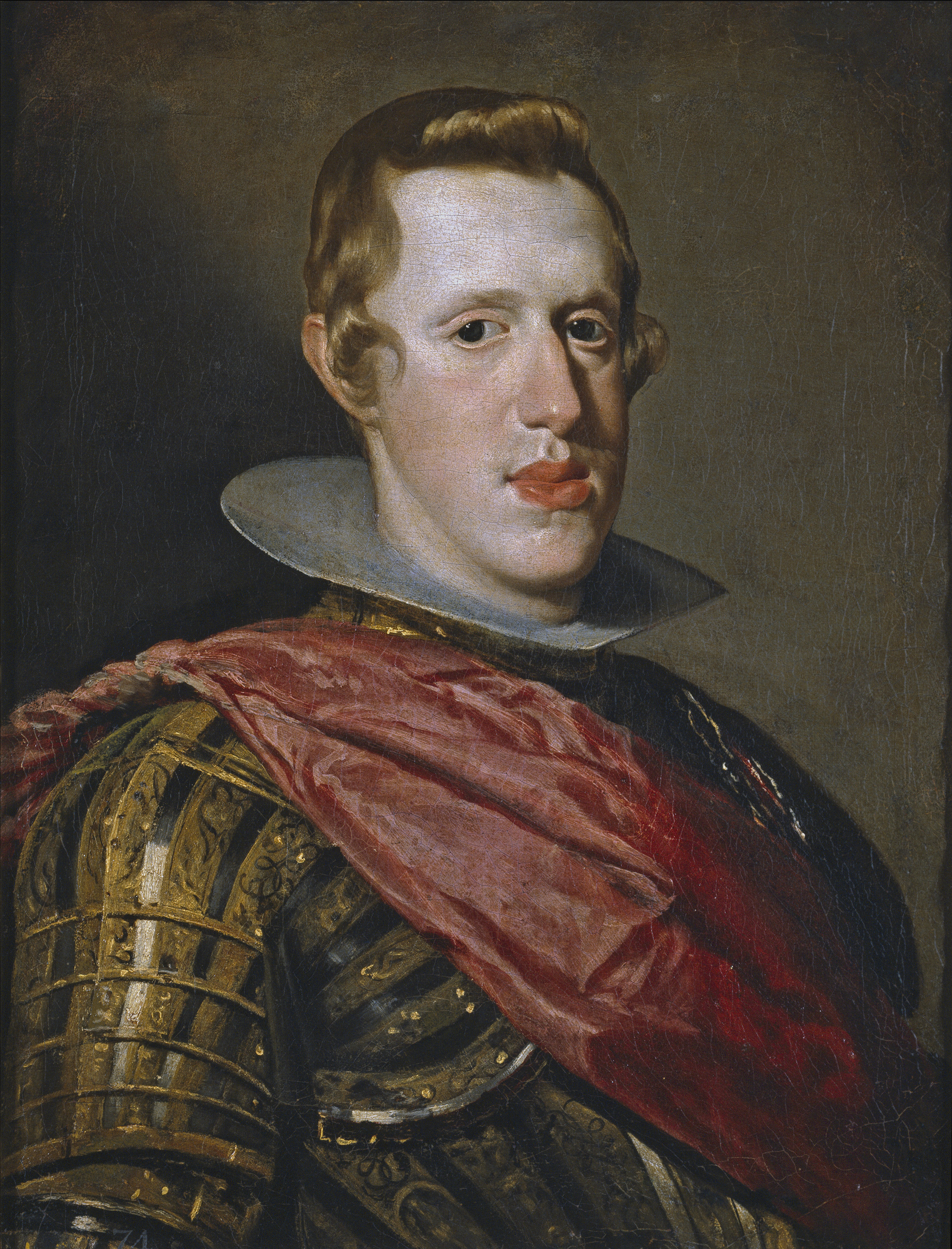
Filip IV. v pancíři

Král byl s portrétem natolik spokojen, že ihned poskytl Velázquezovi tři sta dukátů na přestěhování jeho rodiny do Madridu a jmenoval ho do funkce královského malíře. To mj. znamenalo, že v budoucnu má on jediný privilegium panovníka malovat. Velázquezova dvorská kariéra tím byla zahájena. Plat měl dvacet dukátů, navíc dostával odměny za každý namalovaný obraz.
Velázquezův rychlý vzestup však vyvolal u ostatních malířů, kteří se kolem dvora pohybovali, značnou nevraživost. K oblíbeným pomluvám patřilo, že Velázquez „umí malovat jen hlavy“, a tak se král rozhodl v roce 1627 vyhlásit mezi malíři soutěž s námětem Vyhnání Maurů ze Španělska. Velázquez zvítězil, jeho rozměrné plátno ale bylo zničeno při požáru Escorialu v roce 1734. Vítězství přineslo Velázquezovi funkci královského komorníka spojenou s bezplatnou stravou a lékařskou péčí. V průběhu let získával malíř u dvora další a další funkce, některé čestné, jiné honorované: Roku 1636 se stal pomocníkem garderobiéry, 1643 komořím královských pokojů a také superintendantem královských sbírek, což obnášelo rovněž dohled nad renovací Alcázaru v Madridu. Nakonec, roku 1652, ho král jmenoval velkým správcem Královského paláce. Z titulu této funkce se malíř musel mj. starat o ubytování dvora, když se král vydal na cesty, vytápění Alcázaru, rozvěšování závěsů a mnoho dalších záležitostí. Logicky mu ubylo času na malování.

### Cesty do Itálie

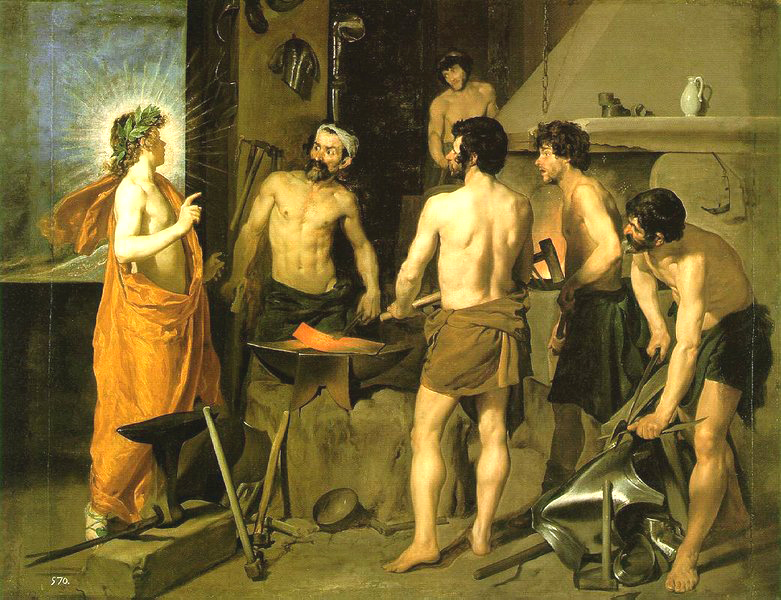
Vulkánova kovárna

V roce 1628 navštívil madridský dvůr Peter Paul Rubens. Pobýval zde osm měsíců a jediný Velázquez měl výsadu osobní konverzace se slavným umělcem. Nepochybně z Rubensova popudu požádal krále o povolení studijní cesty do Itálie. Filip IV. souhlasil a dokonce celou cestu zaplatil, což bylo značně neobvyklé a velkorysé. V srpnu 1629 se Velázquez v Barceloně nalodil. Postupně navštívil Janov, Benátky (zde byl nadšen z obrazů Tiziana a Tintoretta), pravděpodobně i Florencii a nakonec Řím. Papež Urban VIII. však o něj neprojevil zájem, a tak Velázquez kopíroval staré mistry a maloval vlastní obrazy, mj. Vulkánovu kovárnu a Josefův zkrvavený háv donesený Jákobovi, které jsou výjimečné tím, jak se vymykají realistické tradici Velázquezovy tvorby. Cestou zpět se v lednu 1631 zastavil v Neapoli. Italský pobyt měl na Velázquezův umělecký vývoj velký vliv; nejpatrnější to bylo v projasnění barevné palety.
Většinu času v roce 1635 strávil malíř organizací výzdoby nového paláce Buen Retiro, zejména sněmovního sálu. Namaloval pro něj několik jezdeckých portrétů příslušníků královské rodiny, umístěna zde byla i Kapitulace Bredy, Velázquezův jediný dochovaný obraz s historickým námětem, vytvořený patrně kolem roku 1635. Loveckými portréty a portréty trpaslíků vyzdobil o rok později královský lovecký zámeček Torre de la Parada poblíž Madridu.

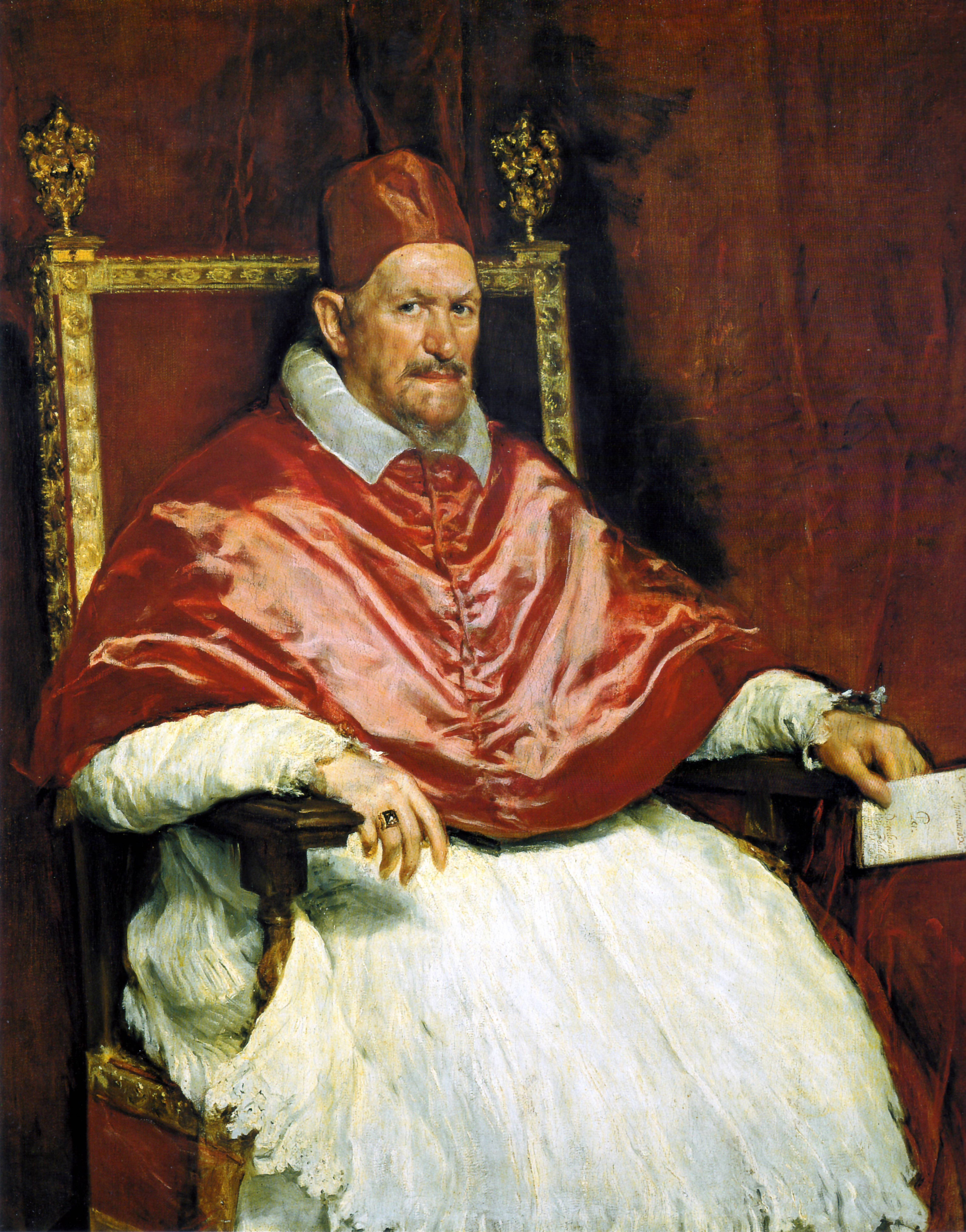
Portrét papeže Innocence X.

V roce 1649 odjel Velázquez do Itálie podruhé. Hlavním účelem jeho cesty byl nákup obrazů tamních významných umělců do královských sbírek (nakoupil pro krále hlavně díla Tiziana, Tintoretta i Veroneseho). Během tohoto italského pobytu navštívil malíř rovněž několik měst a sešel se také s Poussinem a Berninim. V Modeně namaloval tři portréty tamního vévody. V březnu 1650 vystavil v římském Pantheonu portrét svého otroka Juana de Pareja, který sklidil velký úspěch (v 50. letech dal Velázquez Parejovi svobodu). Byl přijat do místní Akademie svatého Lukáše a bylo mu povoleno vytvořit portrét papeže Inocence X. Tento obraz se stal jedním z jeho nejslavnějších. V Itálii namaloval též Venušinu toaletu, jeden z mála ženských aktů ve španělském malířství před 19. stoletím. Během římského pobytu měl Vélazquez poměr s modelkou Flaminií Triva. V roce 1652 se z jejich vztahu narodil syn Antonio, kterého však otec nikdy nespatřil.

### Závěr života
V roce 1651 se vrátil do Madridu. Kolem roku 1656 vytvořil jeden z nejproslulejších a nejdiskutovanějších obrazů, Dvorní dámy. Roku 1659 byl Vélazquezovi udělen Řád svatého Jakuba, čímž byl povýšen do šlechtického stavu. Na jaře následujícího roku odejel Velázquez s královským dvorem na francouzsko-španělskou hranici, kde se dojednával sňatek francouzského krále Ludvíka XIV. s dcerou Filipa IV. Marií Terezou, jímž měl být stvrzen mír mezi Španělskem a Francií. Malíř z hlediska své funkce zajišťoval cestu i ubytování španělského dvora. Po návratu v červenci 1660 se roznemohl a 6. srpna v královském paláci zemřel. Osm dní po něm pochovali i jeho ženu. Velásquez byl pohřben v kostele San Juan Bautista. Ten však byl zničen napoleonskou armádou v roce 1811, takže malířův hrob dnes neexistuje. Jeho dílo bylo doceněno zvláště v 19. století, velkou roli v tom sehráli impresionisté.

## Dílo
Do dějin umění se Velázquez zapsal především jako mistrný a pronikavý portrétista zejména členů španělské královské rodiny a významných osobností své doby. V portrétech dokázal jako málokdo jiný vystihnout povahu svých modelů. Zaměření na portrétní tvorbu vyplývalo z jeho povinností spojených s funkcí dvorního malíře. Mistrovskými díly jsou ale i Velázquezovy obrazy s mytologickou a náboženskou tematikou. Velázquez jen zřídka svá díla podepisoval nebo datoval. Jejich identifikace a chronologie jsou tak často založeny jen na stylistických důkazech, a tedy také předmětem diskusí a sporů. Byl známý tím, že maloval poměrně pomalu.

### První díla
V prvních letech své tvorby, před odchodem do Madridu, maloval Velázquez náboženské obrazy a především tzv. „bodegones“. Tak se ve Španělsku označovaly obrazy, spojující žánrové výjevy a zátiší. V té době byl pod hlubokým vlivem Caravaggia, k němuž ho přivedl jeho učitel Pacheco. K nejznámějším obrazům tohoto období patří Prodavač vody v Seville (kolem 1620), Stará kuchařka (1618) nebo Kristus v domě Marty a Marie (1618).

### První madridské období
Během tzv. prvního madridského období (1623–1629) se barvy na Velázquezových obrazech zjemnily a jeho malířský rukopis se vytříbil. V důsledku úkolů spojených s portrétováním královské rodiny se malíř přestal zabývat tvorbou „bodegones“. Nicméně obraz Bacchus z let 1628/1629, znázorňující skupinu rustikálních pijáků obklopujících boha vína Baccha, je v pečlivém zpracování džbánu a sklenic dokladem, že pro Velázqueze bylo stále potěšením znázorňovat detaily každodenního života.

### Druhé madridské období

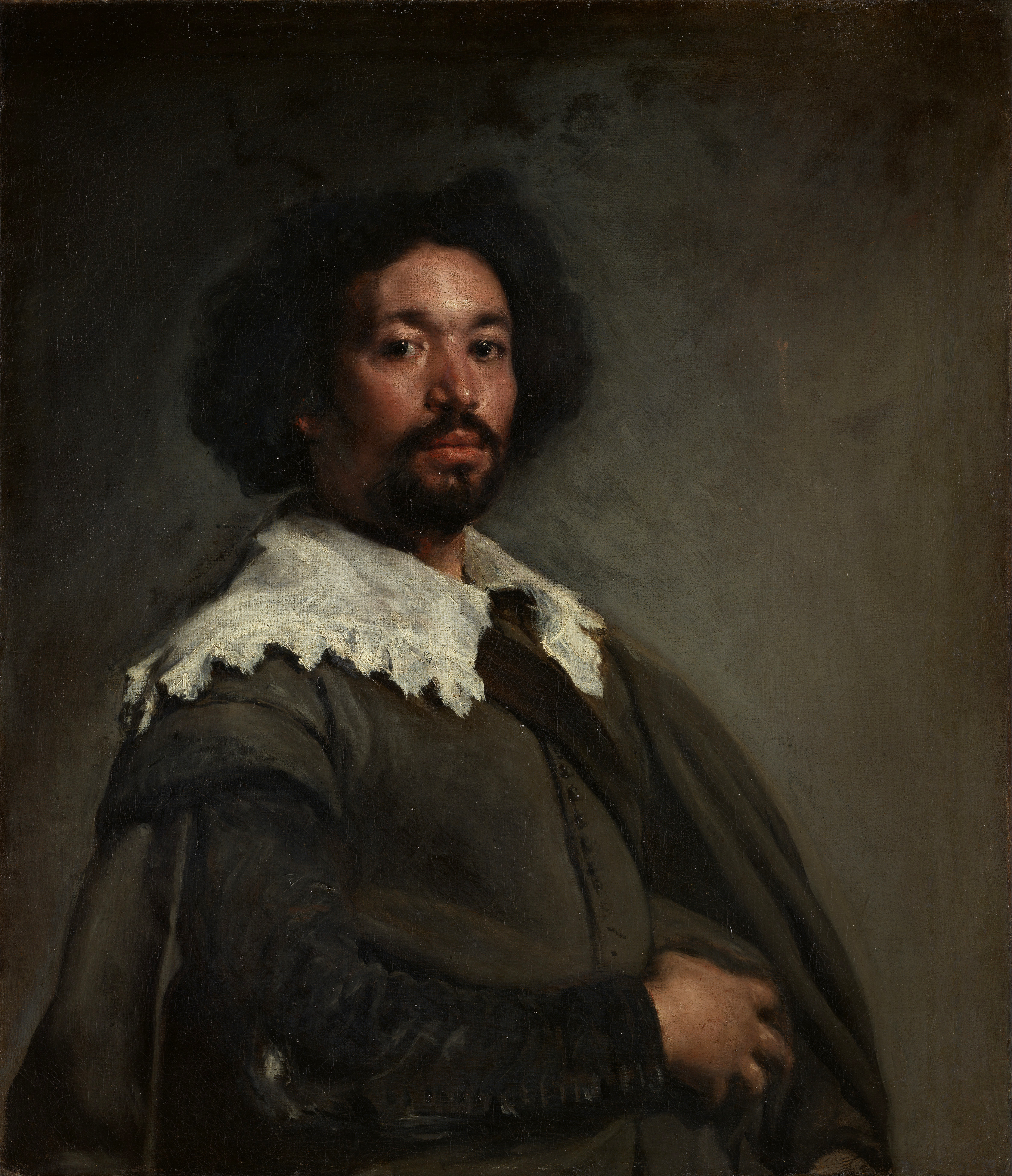
Portrét sluhy Juana Pareja

Druhé madridské období (1631–1648) je dokumentováno mnohem lépe než první, z něhož vzalo mnoho obrazů za své při požáru Escorialu roku 1734. V té době maloval opět především portréty, ale rozšířilo se jejich tematické zaměření. Velázquez maloval krále (vytvořil přes čtyřicet jeho portrétů), členy dvora a panovnické rodiny, a to i v prostředí honů. Důraz byl kladen také na jezdecké podobizny. Proslulými a zároveň jedinečnými se staly portréty trpaslíků, kteří u dvora sloužili k obveselení a rozptýlení jeho členů. Do posledního madridského období (1651–1666), po druhé italské cestě, spadá především jeden z jeho nejslavnějších obrazů Dvorní dámy (Las Meninas) z roku 1656. Hlavní postavou obrazu je mladá princezna Margareta – Markéta Habsburská, v té době budoucí manželka rakouského císaře. Princezna je obklopena dvorními dámami. Tento obraz je považován za Velázquezovo vrcholné dílo a z jeho tvorby je nejznámější. Dílo Dvorní dámy je vystaveno v Madridském muzeu Prado. Malíř na obraze namaloval i sám sebe.

### Vybrané obrazy

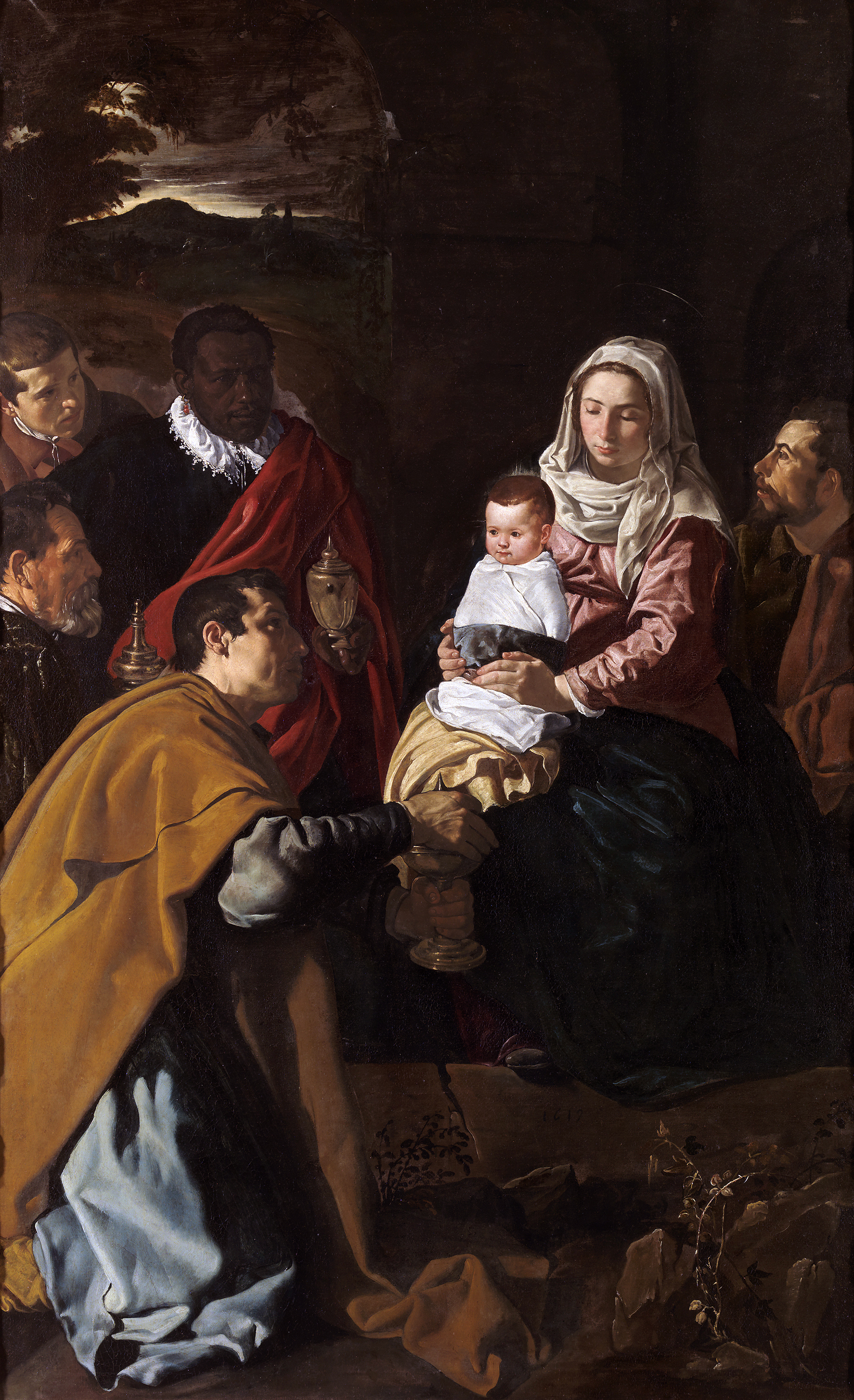
Klanění Tří králů

- Kristus v domě Marty a Marie, 60 × 103,5 cm, 1618, National Gallery, Londýn

Obraz je ukázkou „bodegónů“, které Velázquez v Seville maloval. Námětem je líčení Ježíšovy návštěvy v domě sester Marie a Marty v Lukášově evangeliu 10, 38–42. V prvním plánu obrazu je znázorněno kuchyňské zátiší se služkou, připravující podle Martiných pokynů pohoštění pro Ježíše a jeho učedníky. V horním plánu sedí Marie u Kristových nohou, poslouchá jeho slova, za ní stojí Marta.
- Klanění tří králů, 204 × 126,5 cm, 1619, Madrid, Prado

V tomto obraze ze sevillského období spojil Velázquez náboženskou tematiku s rodinným portrétem. Klečící mladý král je malířův autoportrét, Madona má rysy Velázquezovy manželky Juany, modelem pro děťátko byla dcera Francisca, král v černém s bradkou je tchán Pacheco. Obraz byl zřejmě namalovaný pro jezuitský noviciát svatého Ludvíka v Seville.
- Filip IV. v pancíři, 58 × 44,5 cm, kolem 1628, Madrid, PradoVévoda Olivares na koni

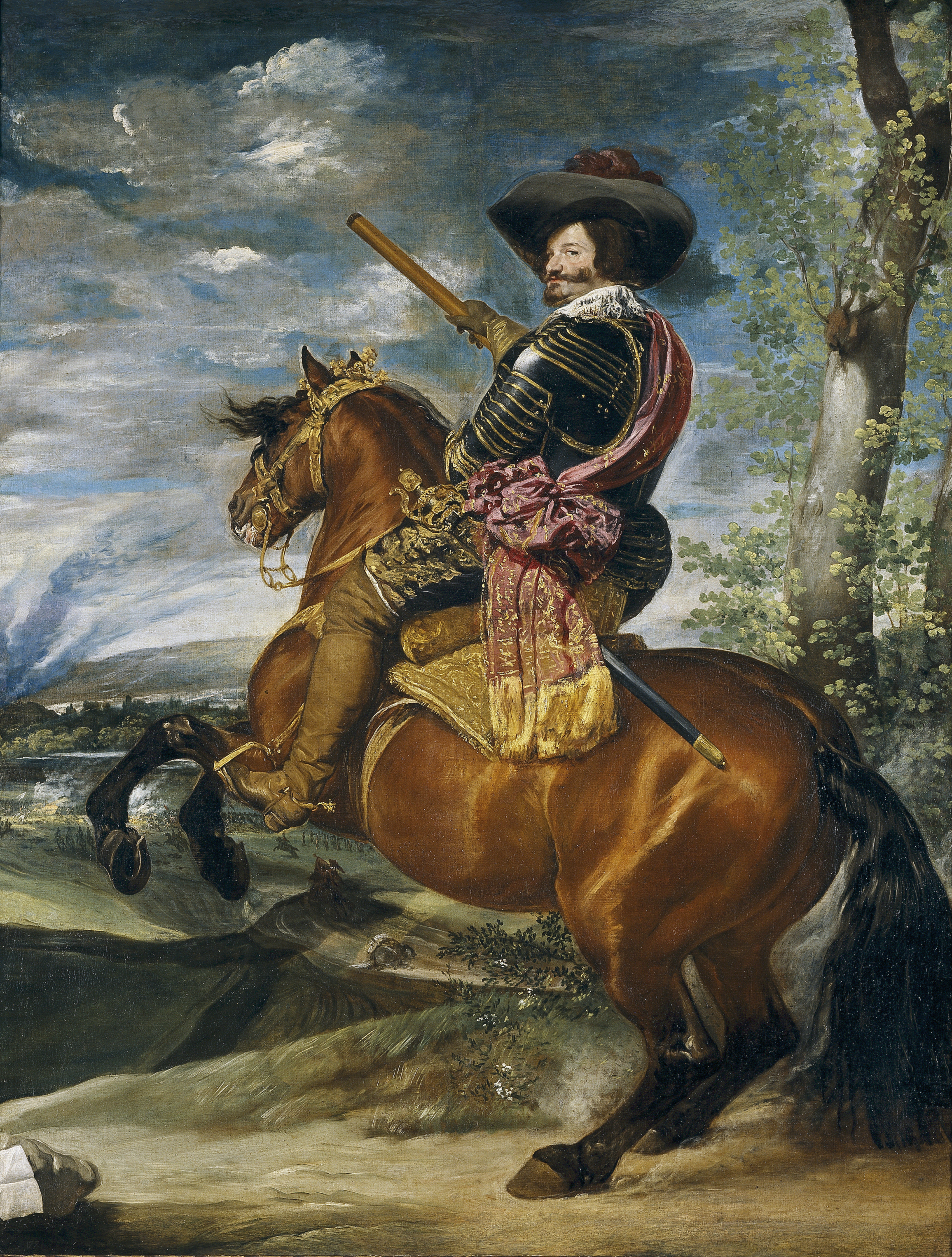
Vévoda Olivares na koni

Velázquez se při práci na tomto obrazu řídil ikonografickým vzorem portrétu, který kolem roku 1623 namaloval Juan Bautista Maino (dnes v Bavorském národním muzeu v Mnichově). Velázquez ale modeluje tvář panovníka mnohem výrazněji než jeho předchůdce. Bledá tvář, ze které září bystré oči a typické habsburské rty kontrastují s rudou šerpou a černozlatým pancířem.
- Infantka Marie Anna, 59,5 × 45,5 cm, 1630 (?), Madrid, Prado

Infantka Marie Anna, sestra Filipa IV., byla pověstná svou krásou. V roce 1631 se vdala za českého krále a budoucího císaře Ferdinanda III. Cestou za budoucím manželem se zastavila v Neapoli, kam ji přijel Velázquez portrétovat. Malíř zachytil takřka emailovou hladkost jejích jemných rysů, karmínovou barvu rtů i krásný tizianový odstín vlasů. Obraz sloužil Velázquezově dílně jako vzor pro kopie, používané jako dary evropským panovnickým dvorům.
- Vévoda Olivares na koni, 314 × 240 cm, 1634, Madrid, PradoTrpaslík Francisco Lezcano

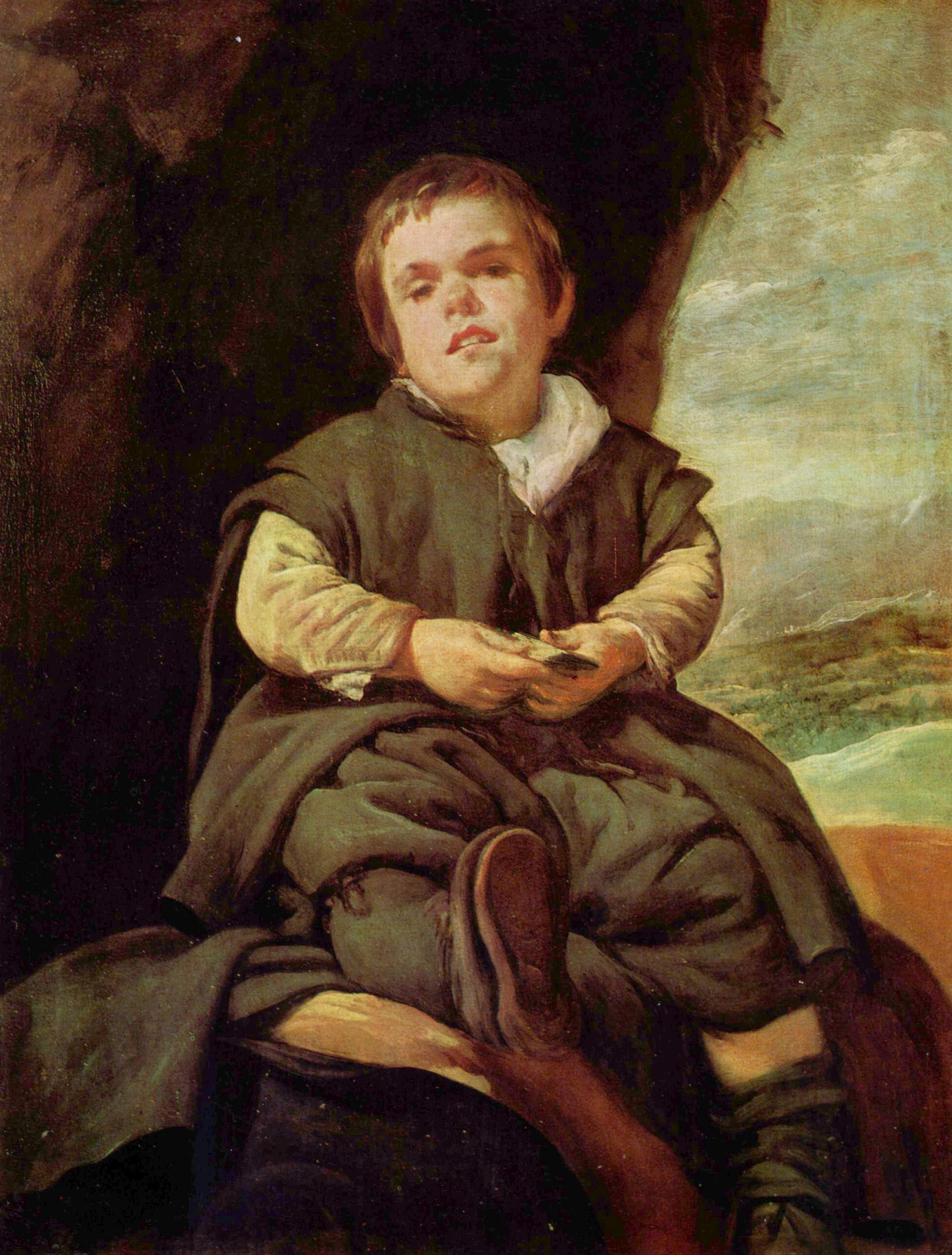
Trpaslík Francisco Lezcano

Až do roku 1643, kdy ho kvůli vojenským neúspěchům král Filip IV. poslal do exilu, byl Olivares nejmocnějším mužem v zemi. Dokazuje to i fakt, že se Olivares nechal portrétovat na koni, což bývalo vyhrazeno panovníkům. Obraz bývá z Velázquezových jezdeckých portrétů považován za nejpůsobivější. 

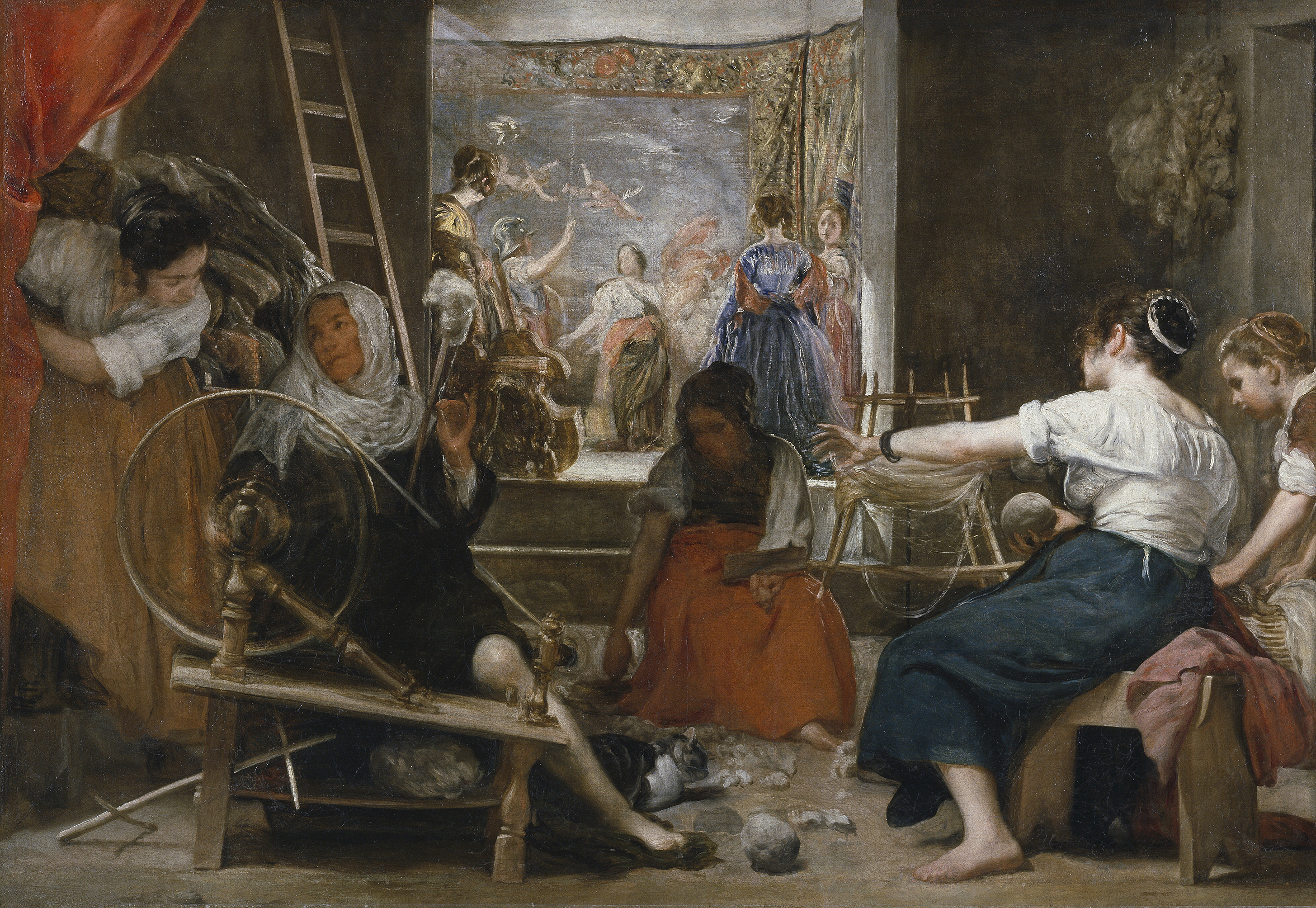
Přadleny (Báje o Arachné)

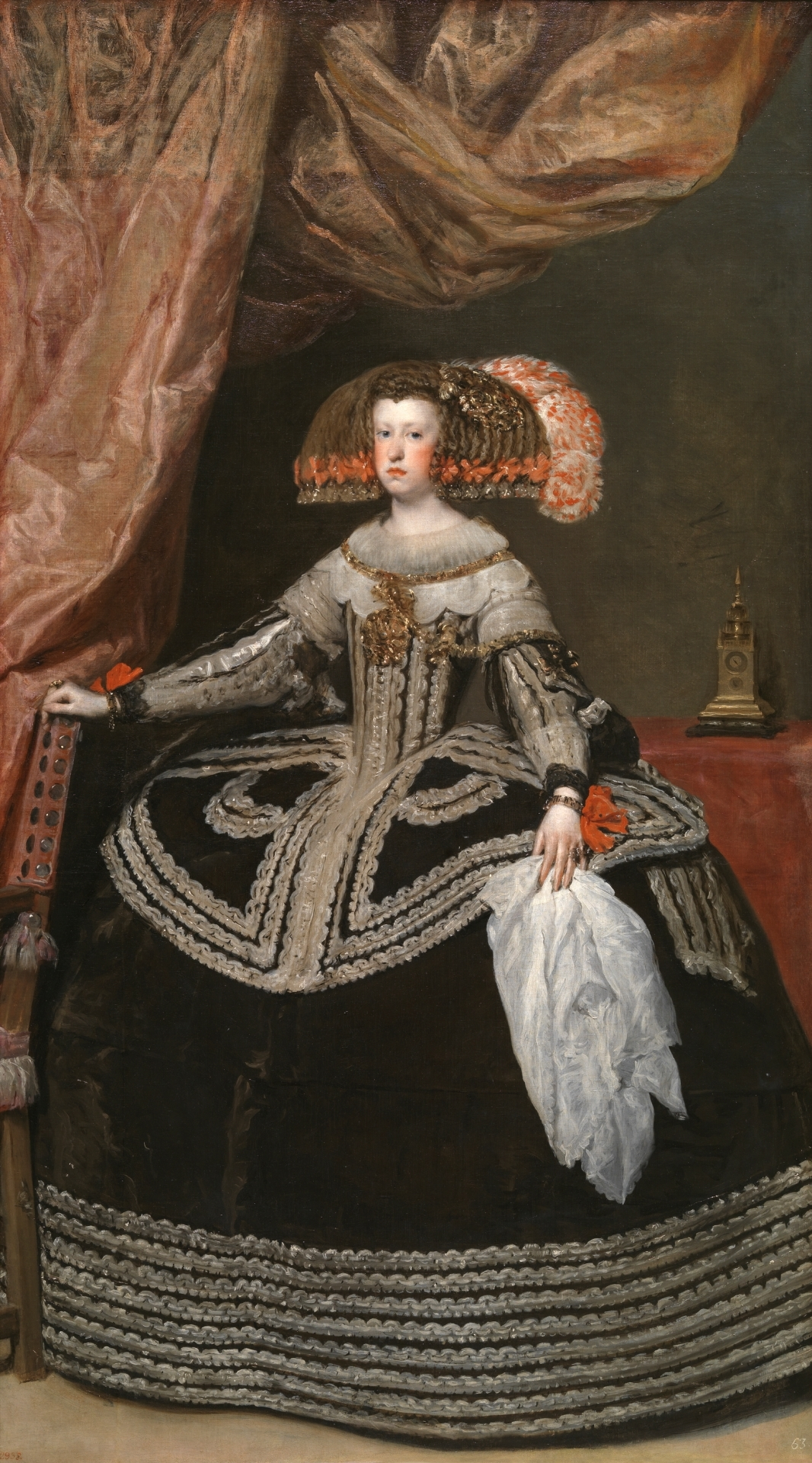
Královna Marie Anna

- Francisco Lezcano (El Niño de Vallecas), 107,4 × 83,4, mezi 1643 až 1645, Madrid, Prado

Slabomyslný trpaslík Francisco Lezcano byl ve službách infanta Baltasara Carlose, Velázquez také namaloval jejich společný portrét. Při portrétování takto postižených osob se malíř nikdy neuchýlil k laciným efektům nebo karikatuře, vždy mu šlo o zachycení psychiky modelu. Lezcano sedí na skále před vchodem do jeskyně, v ruce drží balíček karet a hlavu má lehce zakloněnou, jako by si chtěl od pozorovatele zachovat odstup.
- Přadleny, 222,5 × 293 cm, Madrid, Prado

Velázquez obyčejně své obrazy nedatoval ani nesignoval, čímž pro přesnou chronologii jeho díla vznikají určité problémy. Právě u tohoto obrazu se datace velmi liší, a to od poloviny 40. do konce 50. let 17. století. Námět obrazu je převzatý z Ovidiových Proměn. Tkadlena Arachné vyzvala bohyni Athénu k soutěži, která z nich utká hezčí tapiserii s námětem milostných dobrodružství olympských bohů. Dílo Arachné bylo krásnější, Athéna ji proto ve zlosti proměnila v pavouka. Velázquez v popředí vyobrazil tkalcovskou dílnu s detaily, připomínajícími jeho rané „bodegones“.
- Královna Marie Anna, 234 × 131,5 cm, 1652/1653, Madrid, Prado

Další z Velázquezových mistrovských portrétů zobrazuje druhou manželku Filipa IV., Marii Annu Habsburskou. Marie Anna byla dcera českého krále Ferdinanda III. a sestry Filipa IV. Marie, tudíž sestřenicí svého manžela. V době vzniku portrétu jí bylo 19 let. Všechny komponenty obrazu zdůrazňují jeho slavnostní charakter: komplikovaný účes, rudý závěs, vykládané opěradlo židle, honosná róba a nádherné hodiny v pozadí vytvářejí dokonalou harmonii.
- Dvorní dámy (známo také pod španělským názvem Las Meninas), 318 × 276 cm, 1656/1657, Madrid, Prado

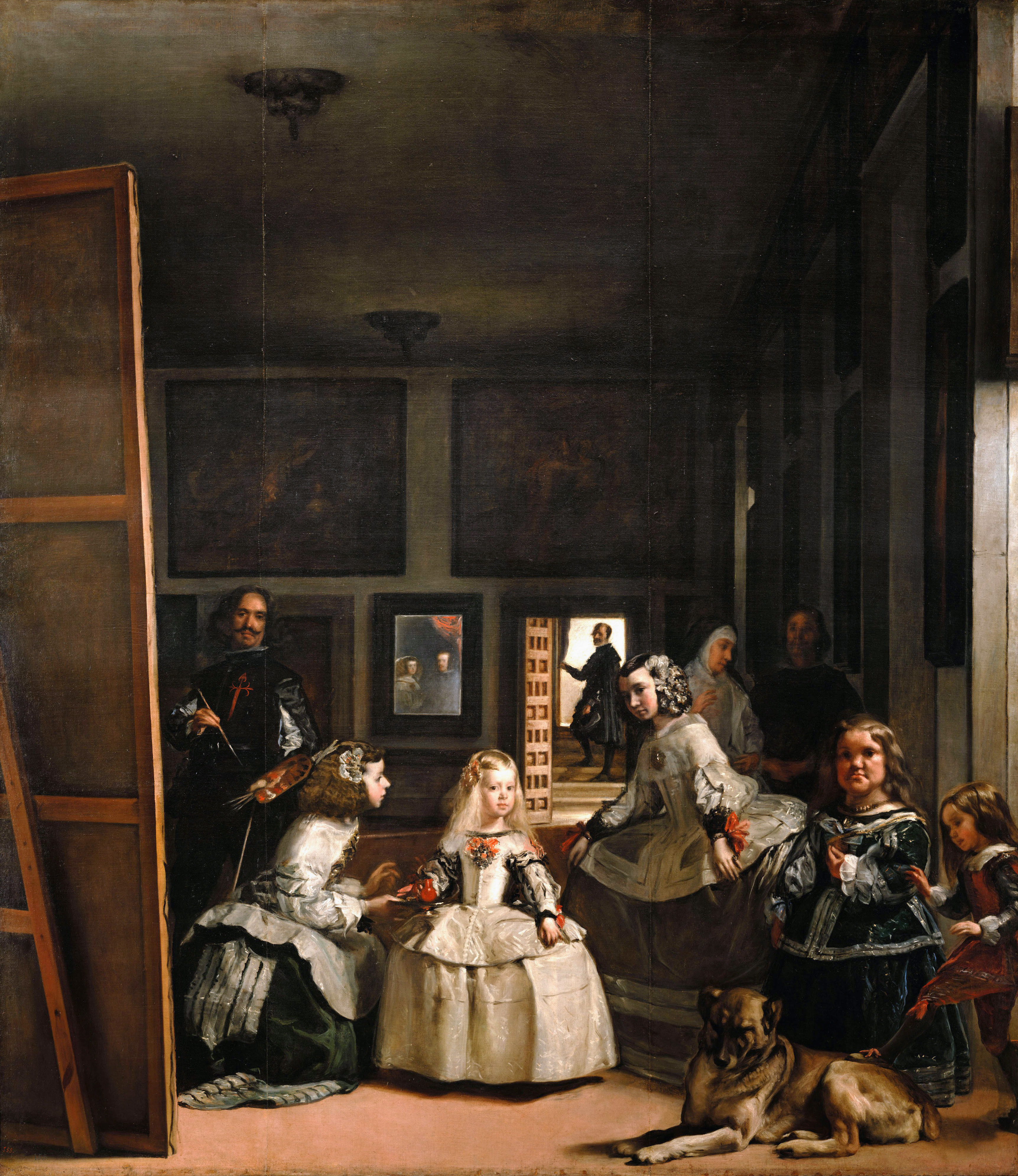
Dvorní dámy

 Díky Antoniu Palominovi jsou až na jednu osobu bezpečně známi všichni vyobrazení. Ústřední postavou obrazu je infantka Markéta. Po její pravici jí vkleče podává pohár María Augustina Sarmiento, druhá z dvorních dam, stojící za ní, je Isabela de Velasco. Zcela vpravo v popředí stojí dva trpaslíci: děvče Maria Bárbola a hoch Nicolasico Pertusato. Ten má položenou nohu na mastinovi, což dokumentuje dobráckou povahu psa. Ve druhém plánu vlevo je autoportrét autora obrazu se štětcem v ruce a červeným křížem Řádu svatého Jakuba na vestě, který byl ovšem domalován dodatečně, podle pověsti samotným Filipem IV. V polostínu za Isabelou de Velasco je gardedáma Marcela de Ulloa, muž po její levici je pravděpodobně Diego Ruiz de Azcona. Vzadu ve dveřích opouští místnost královnin maršálek paláce José Nieto. Vlevo od dveří je pravděpodobně zrcadlo, odrážející královský pár, Filipa IV. a jeho manželku Marii Annu, infantčiny rodiče. Dva obrazy pod stropem v pozadí jsou dílem Velázquezova zetě del Maza. Jedná se o kopie Rubensových obrazů s náměty z Ovidiových Proměn. Jeden z nich je Rubensovou verzí báje o Arachné.
Prvoplánový popis obrazu konstatuje, že Velázquez zachytil okamžik ze života na královském dvoře, kterému byli přítomni i král s královnou, jejichž odraz je patrný ve vzdáleném zrcadle. Dvorní dámy však v dějinách malířství patří k nejčastěji interpretovaným obrazům, vyvolávajícím množství otázek:
Co vlastně Velázquez maluje na plátně, před kterým stojí? Infantku? Královský pár? Skupinu, kterou vidíme na obraze? A kde vlastně musel stát, pokud skutečně maloval to, co na obraze vidíme? Je na zadní stěně skutečně zrcadlo? Není to portrét v rámu? Neporušil malíř etiketu španělského královského dvora, když svůj autoportrét umístil před portréty královských manželů?
Pravděpodobnější je verze se zrcadlem. Velázquez znal van Eyckův obraz Svatba manželů Arnolfiniových, v němž je podobným způsobem použito zrcadlo. Byla dokonce podniknuta i fyzikální a optická zkoumání s cílem zjistit, na jakém místě musel královský pár stát, aby se v zrcadle odrážel právě takto. Co symbolizují otevřené dveře v pozadí? Jedna z interpretací říká, že Velázquez namaloval portrét malování portrétu. Velázquezův současník, malíř Luca Giordano, Dvorní dámy označil za „teologii malířství“. Chtěl tím říci, že se jedná o nejvyšší intelektuální či dokonce filozofickou formu úvahy o umění. Obraz má i řadu dalších výkladů, včetně psychoanalytických. Bývá označován za jeho nejzáhadnější.

### Další díla
- Bacchův triumf
  - druhý název Pijáci
  - několik veselých, opilých mužů, mají v rukou číše a Bacchus má na hlavě věnec vinné révy

- Vulkánova kovárna
  - Vulkán – Héfaistos je bůh kovářů
  - je zde zachycen průhled do kovářské dílny

- Infantka Margareta
  - dcera krále Filipa IV.
  - je známo mnoho jejích portrétů od dětství do dospělosti, nejznámější portrét v modrých šatech
  - tento portrét je nyní ve Vídni, jiný portrét asi z roku 1655 je vystaven v Lobkovickém paláci na Pražském Hradě

- Kapitulace BredyVenušina toaleta

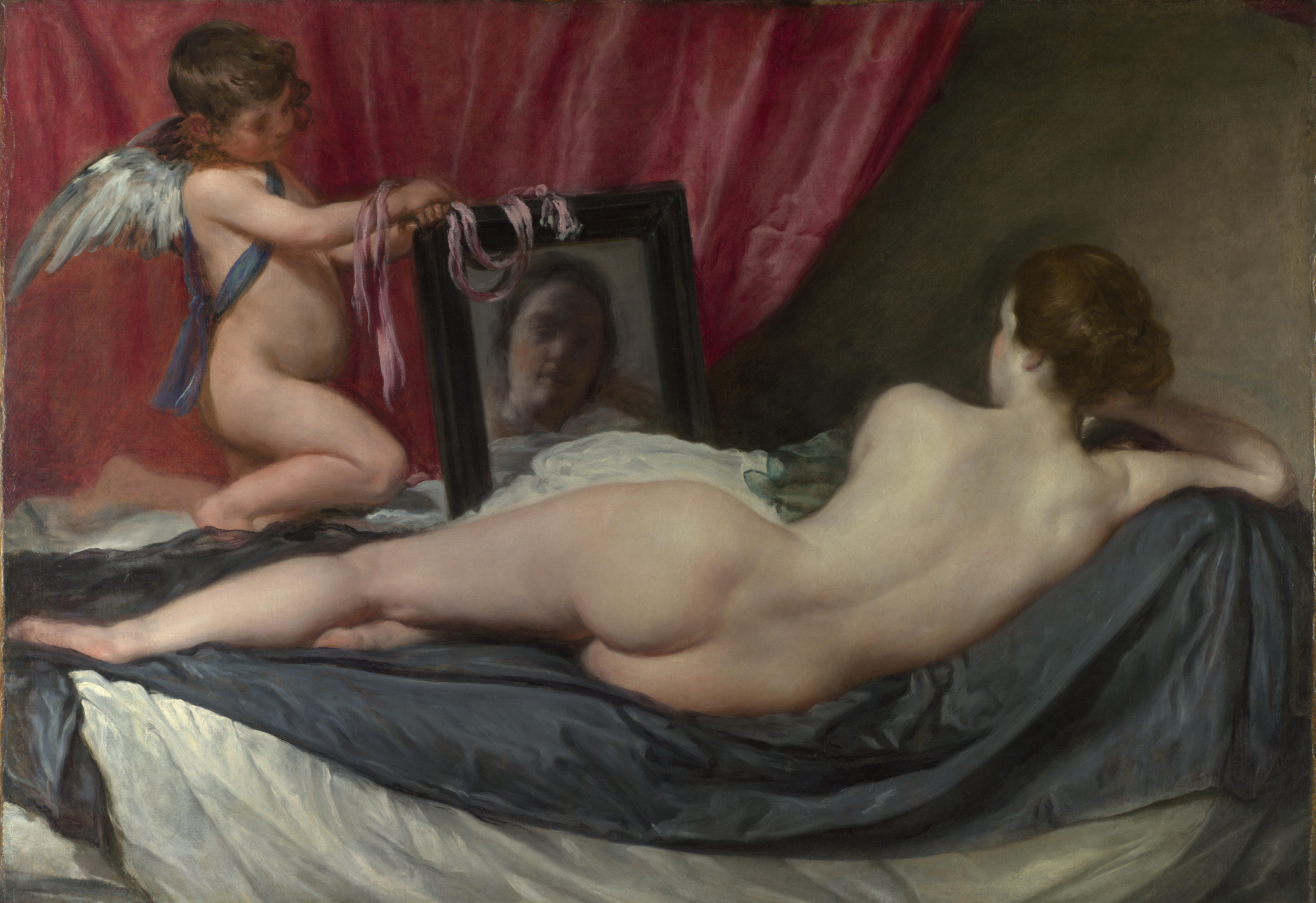
Venušina toaleta

  - zachycuje událost z roku 1625, kdy proti sobě v osmdesátileté válce bojovalo Španělsko a Nizozemsko. Po dvouletém obléhání Bredy vítězným Španělům předal nizozemský generál klíče od pevnosti.
  - je zde zobrazen průhled do krajiny.

- Venušina toaleta
  - Venuše leží zády k divákovi, její obličej vidíme pouze v zrcadle, je celá nahá
  - je to jediný akt ve španělském malířství 17. století, jelikož v této době bylo Španělsko velmi ortodoxní zemí, proto se akty nemalovaly.

## Velázquezův obraz v Čechách
V lobkovických sbírkách se dochovaly dva portréty infantky Markéty 1651–1673. Tato dcera Filipa IV. se roku 1666 provdala za římského císaře a českého krále Leopolda I. V té době byl dvorským hofmistrem a prvním ministrem říše kníže Václav Eusebius Popel z Lobkovic. V Lobkovickém paláci na Pražském Hradě je její portrét ve věku přibližně pěti let. Právě ten je připisován Velázquezovi.

## Odkaz
Velázquez patřil k malířům, kteří byli uznáváni jak za svého života, tak i po smrti. Byl ale natolik individualistický a výjimečný, že nevytvořil žádnou vlastní školu.
V roce 1824 napsal Delacroix: „Viděl jsem Velázqueze a mohl jsem ho kopírovat. Je to právě to, co jsem tak dlouho hledal.“ Velázqueze velice ctil Manet. „Velázquez je malíř nad malíře,“ měl prohlásit. Rovněž Renoir se vydal v roce 1881 do Madridu, aby mohl dílo španělského malíře studovat.
Ale také některé významné malíře 20. století Velázquez fascinoval. Francis Bacon byl v určitém období doslova posedlý portrétem papeže Inocence X. a počátkem 50. let namaloval osm variací tohoto portrétu. Ještě pilnější byl v tomto ohledu Picasso. Roku 1957 namaloval 58 olejomaleb na téma Dvorních dam, v nichž Velázquezův obraz interpretuje a domýšlí z různých aspektů. Velázqueze ctil i Salvador Dalí. Roku 1958 namaloval obraz s názvem Velázquez maluje infantku Margaretu.

## Galerie

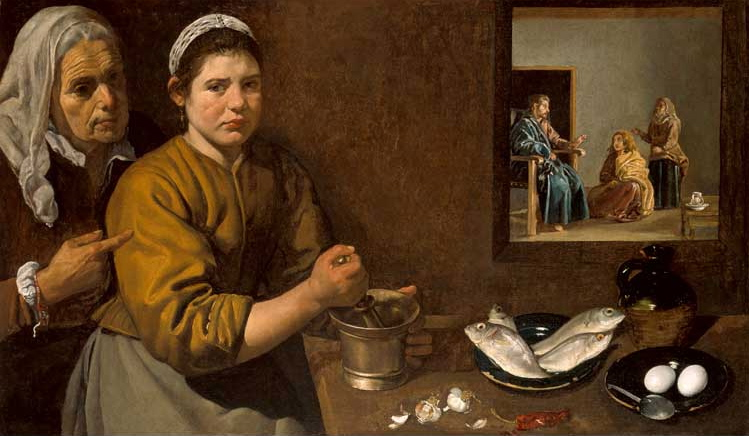
Kristus v domě Marty a Marie, 1618
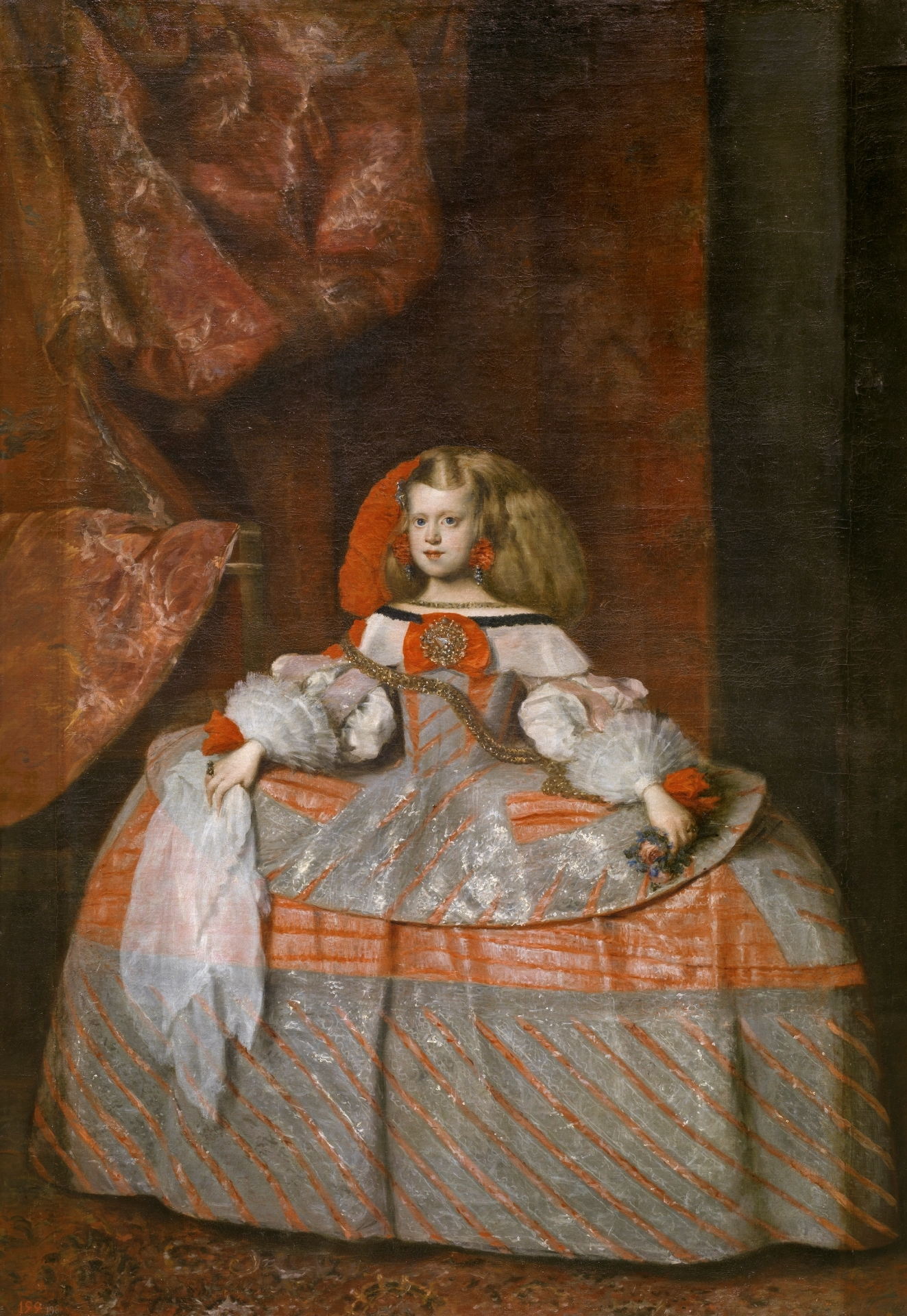
Infantka Markéta, 1660
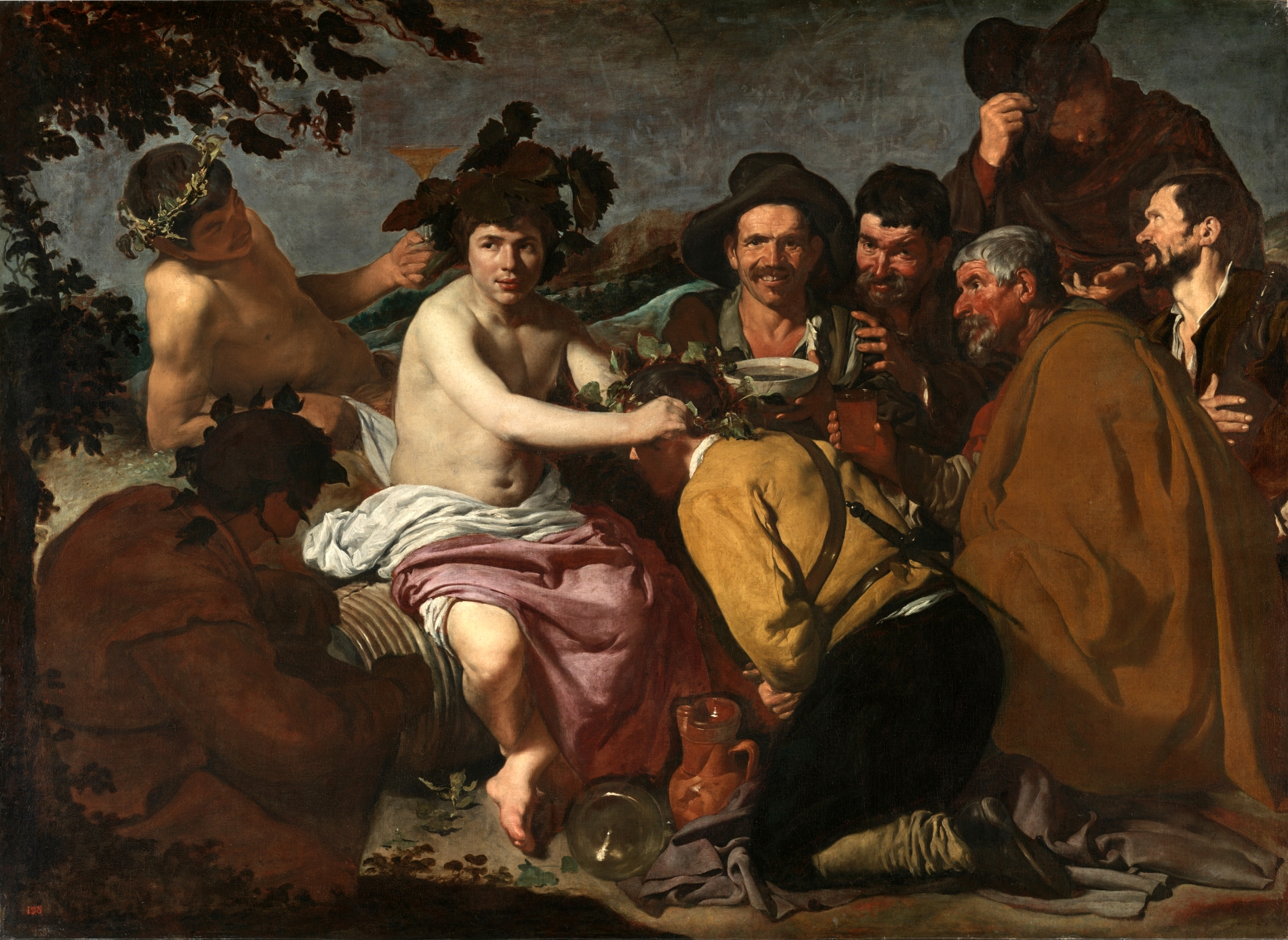
Pijáci, 1628/1629
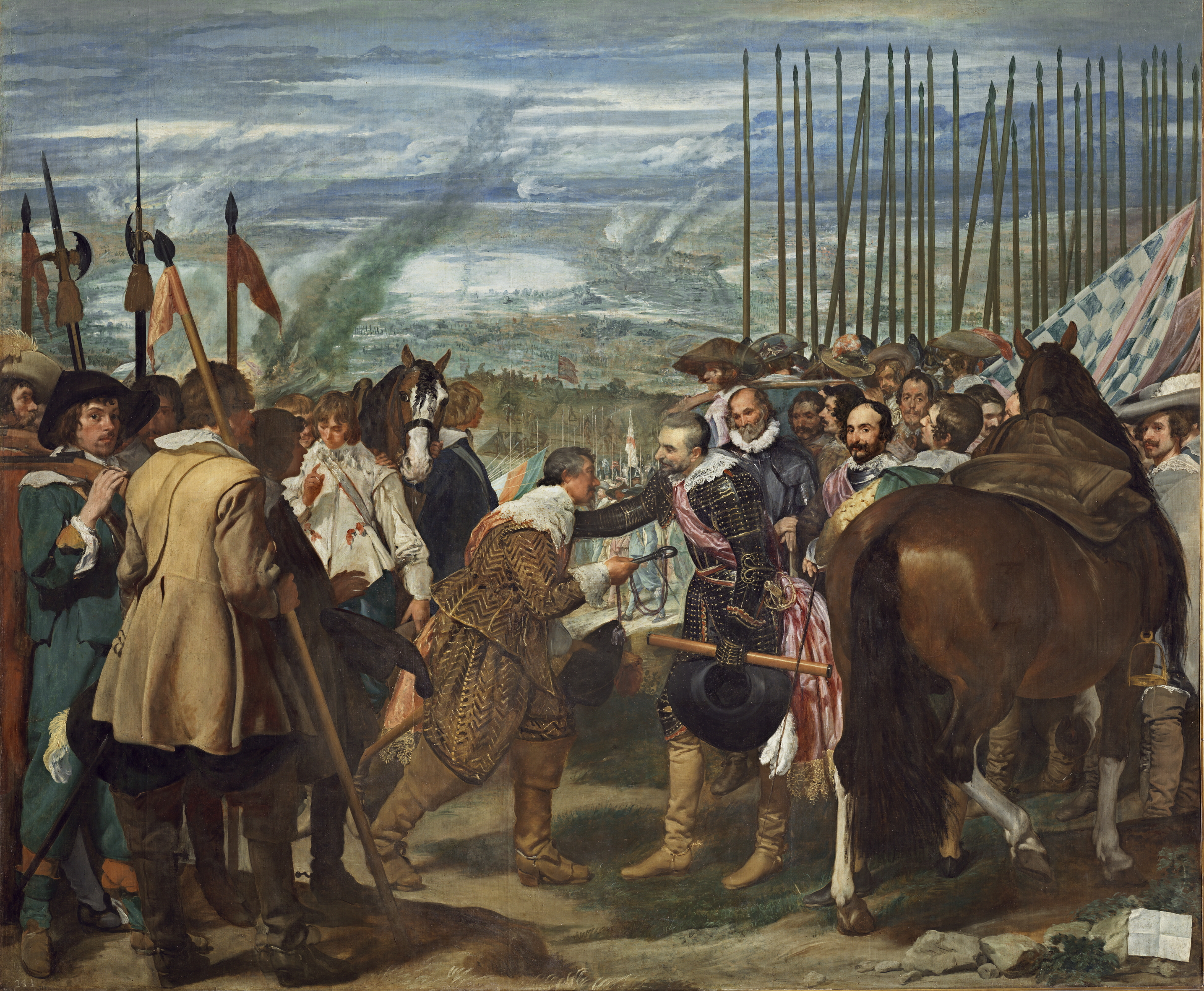
Kapitulace Bredy, 1634/1635
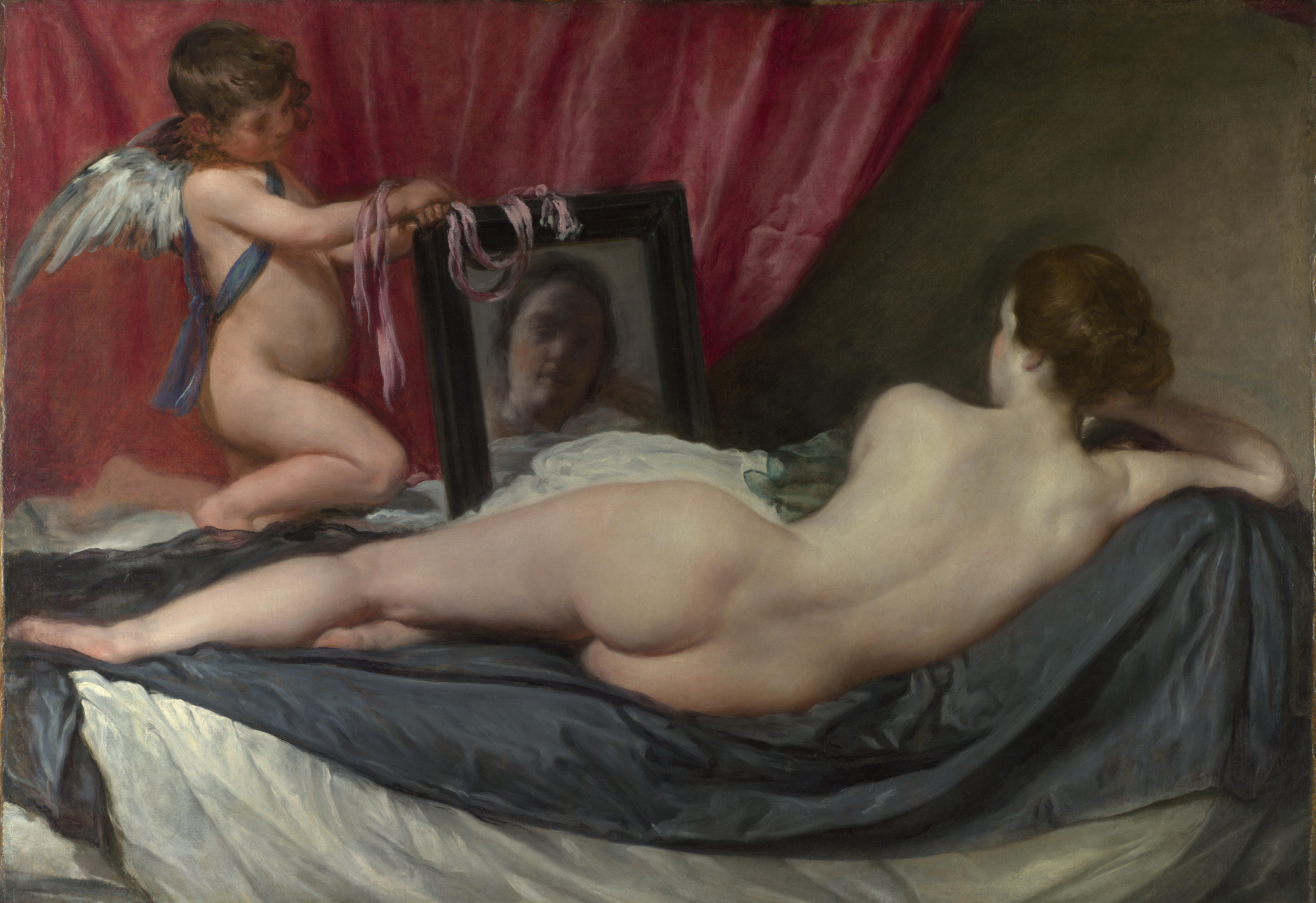
Venušina toaleta, 1644/1648
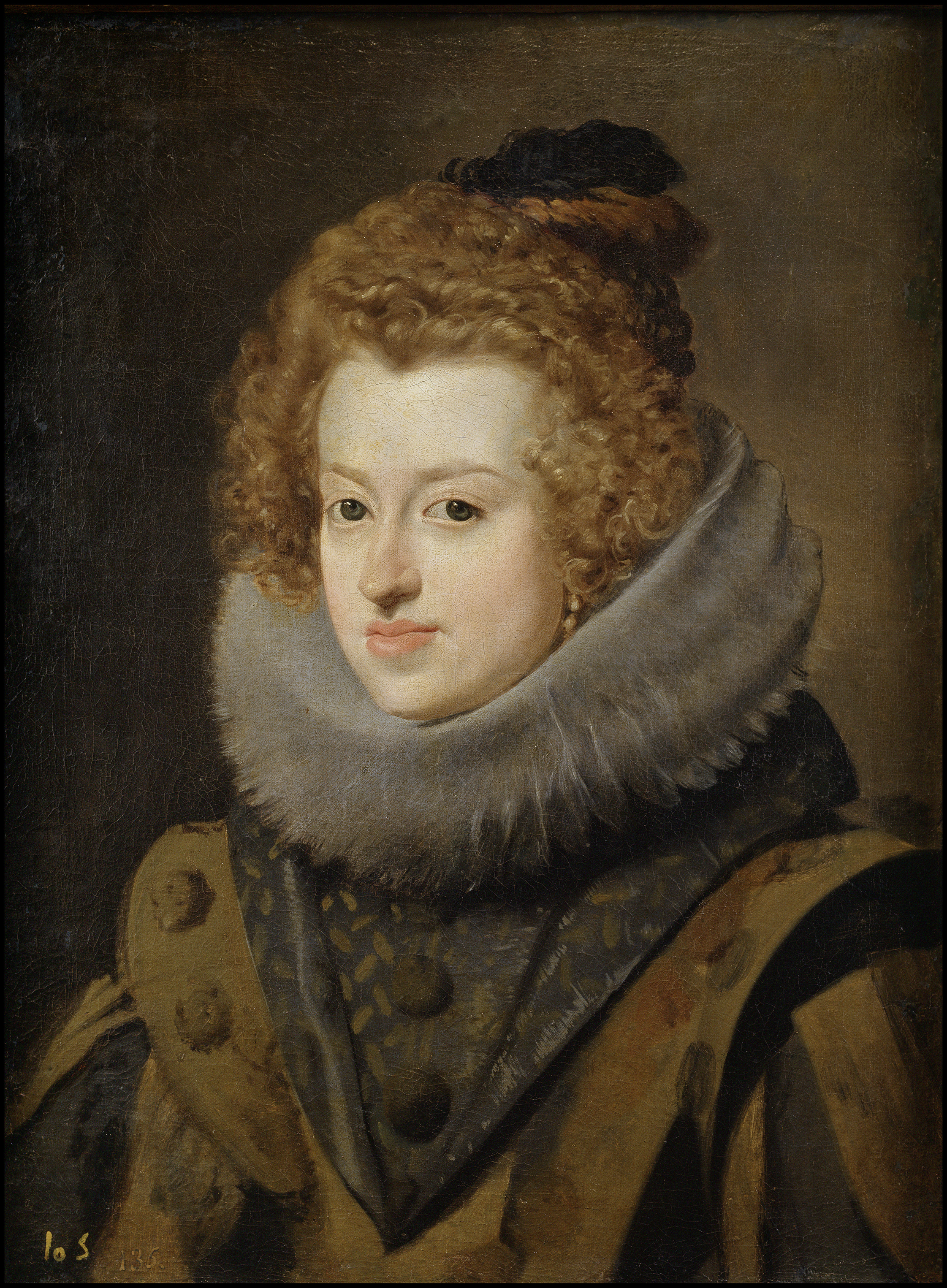
Infantka Marie Anna, 1630 (?)
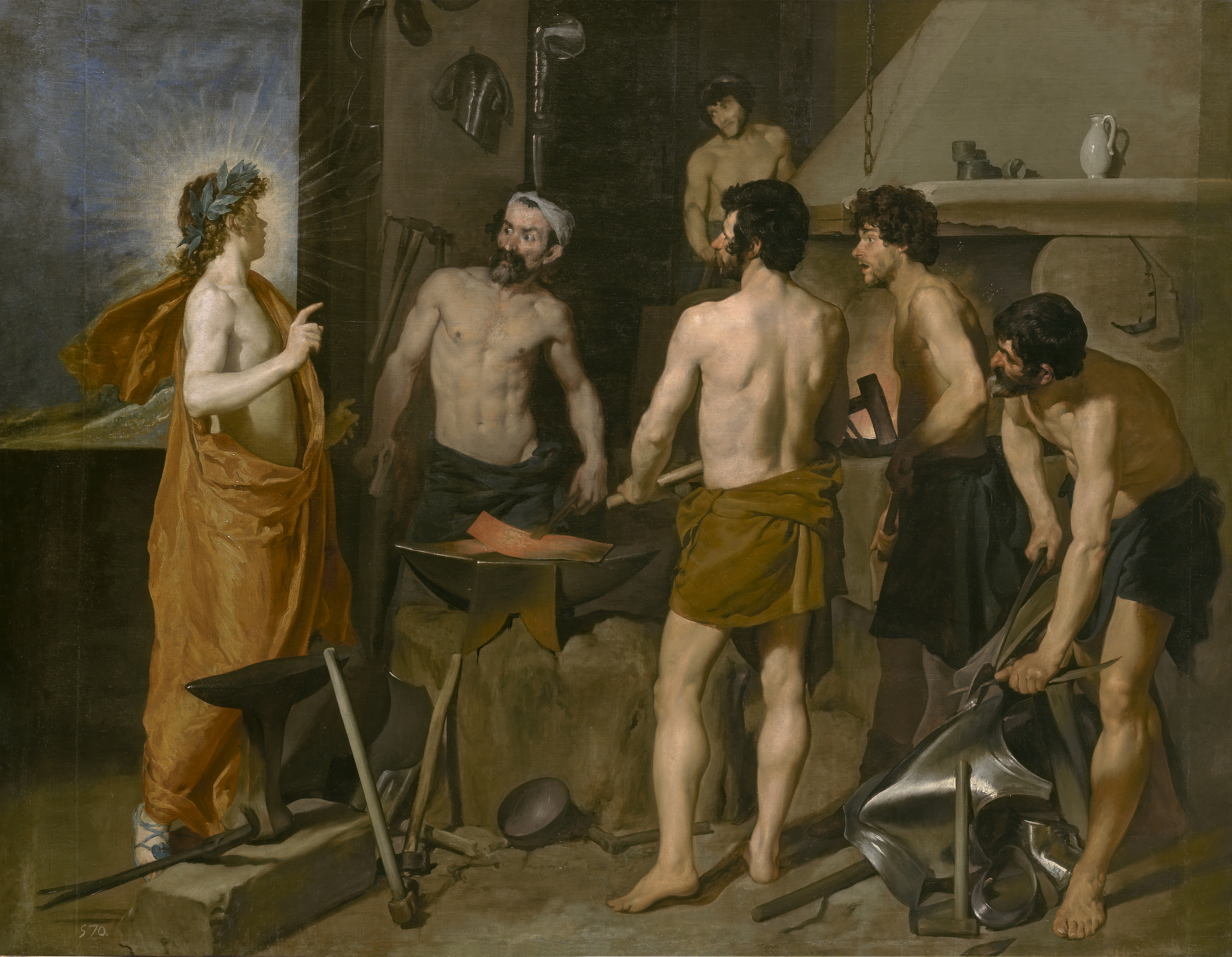
Vulkánova kovárna, 1630

### Galerie keDvorním dámám

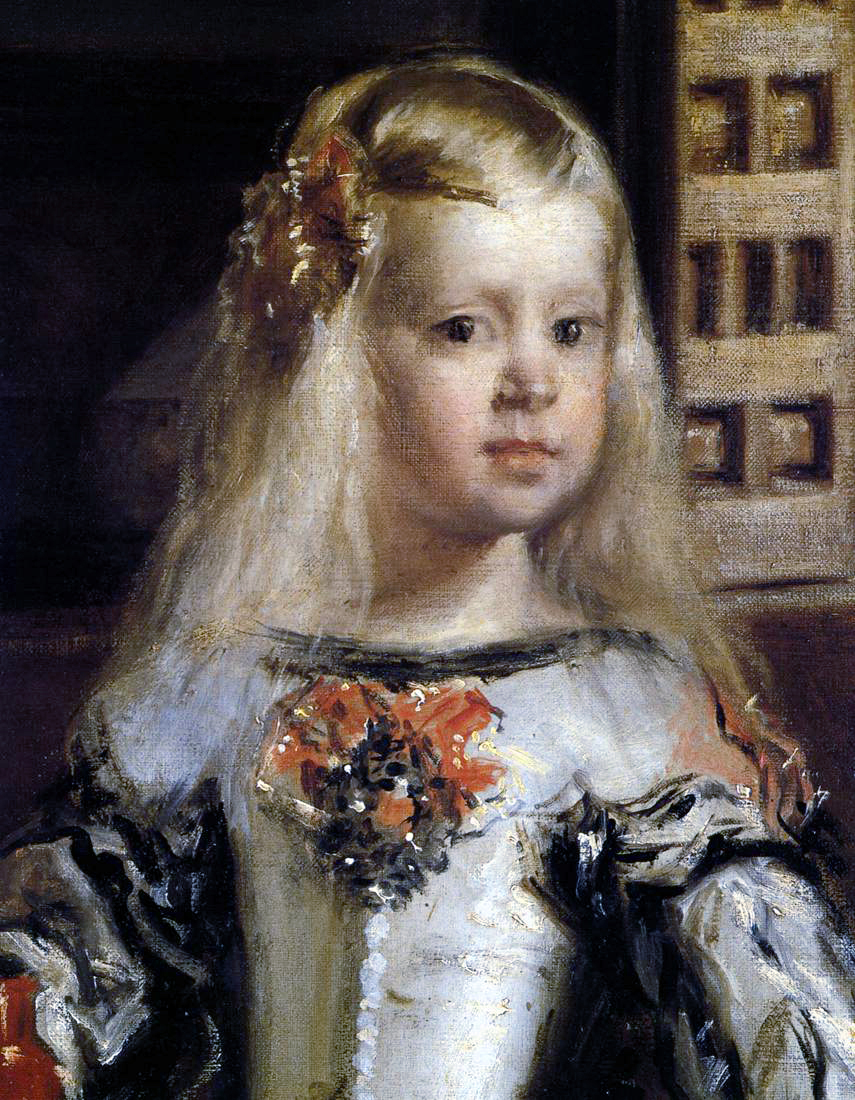
Infantka Markéta
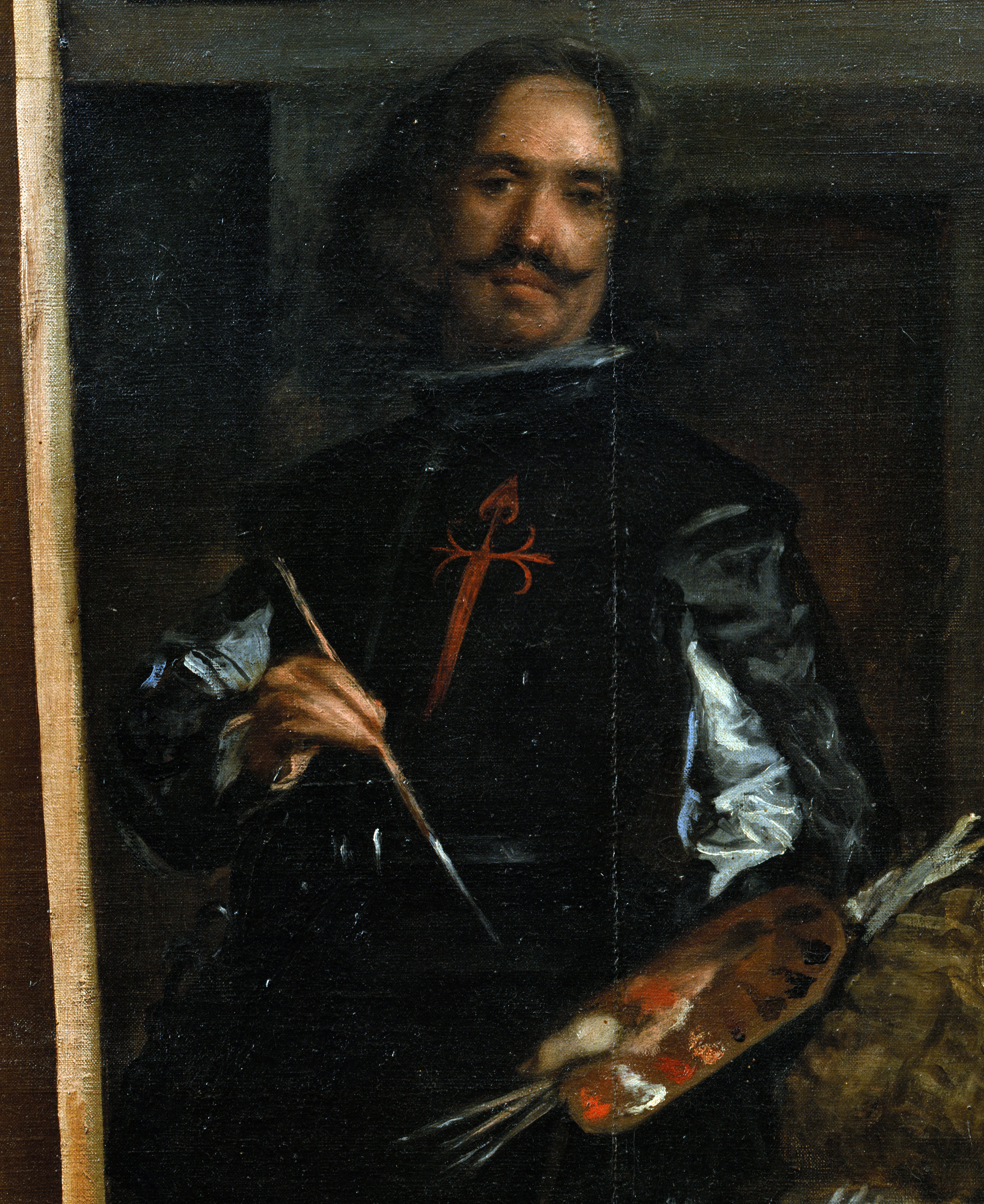
Velázquezův autoportrét
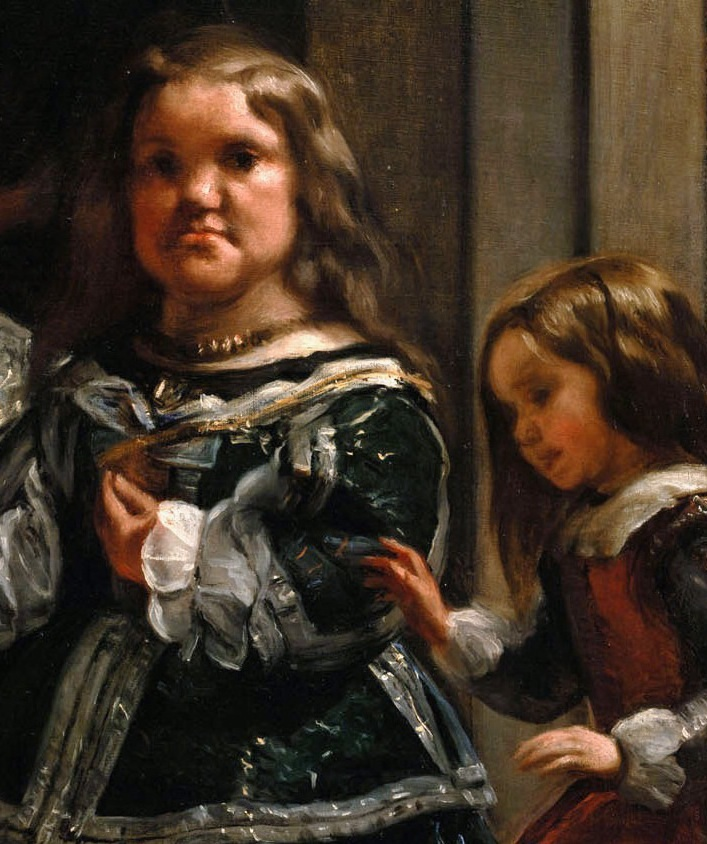
Trpaslíci z obrazu
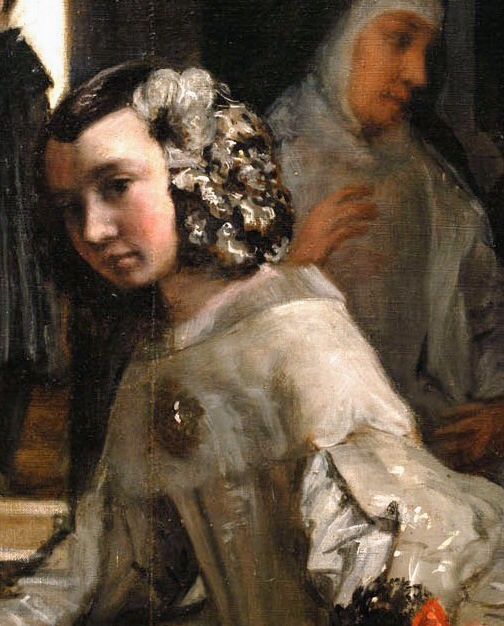
Doña Isabela de Velasco
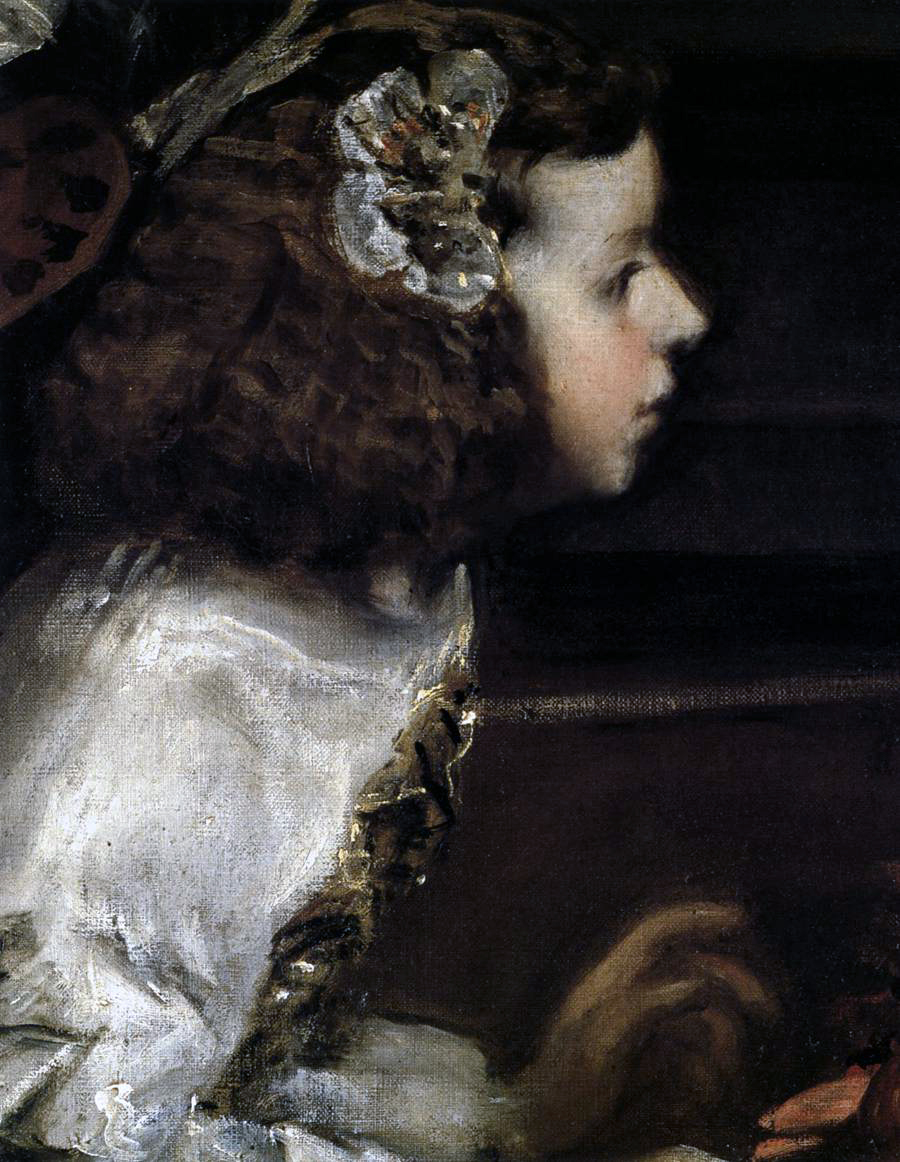
Doña María Augustina Sarmiento
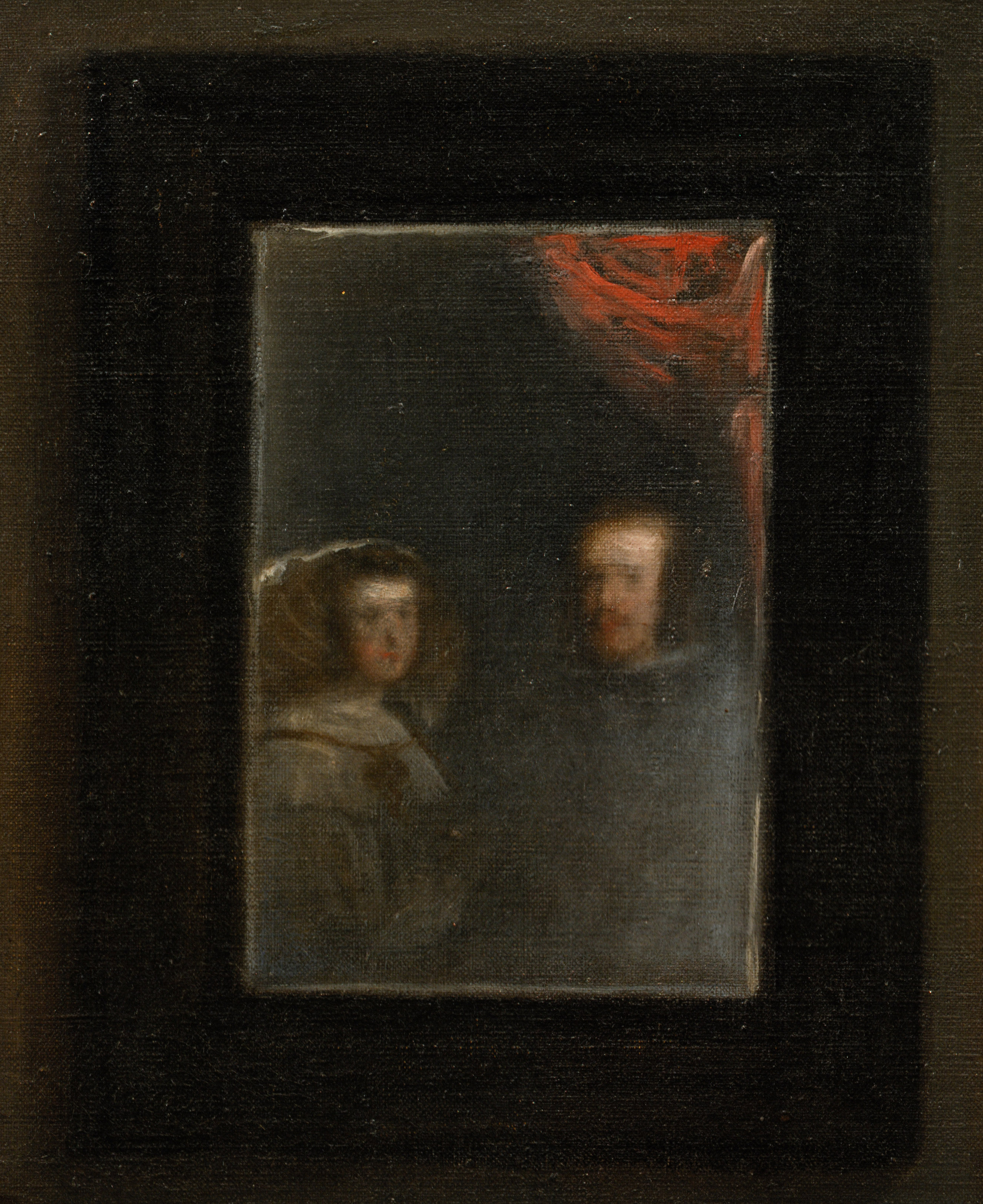
Královský pár v zrcadle nebo na obraze